# Brzęcz jak wiesz
Brzęcz jak wiesz (ang. Buzz and Tell, 2010) – brytyjski serial animowany, fikcyjny teleturniej, który swoją premierę w Polsce miał w 2011 roku.

## Opis fabuły
Bohaterem serialu jest mors Walter Wąsik. W każdym odcinku występują zabawki, które biorą udział w teleturnieju, aby wygrać nagrodę.

## Wersja polska
Wystąpili:
- Jarosław Boberek – Walter Wąsik
- Waldemar Barwiński –
  - Głos programu
  - Lektor 'tyłówki' (niektóre odcinki)
  - Kurczak,
  - Gutek Bernard
- Paweł Ciołkosz – Karl
- Anna Apostolakis – Henrietta Dziob
- Magdalena Krylik – Karol Serek
- Jakub Szydłowski – Pan Biszkopcik (początkowe odcinki)
- Barbara Szamborska – Melania Skoczek
- Monika Pikuła – Panna Gęgalska (początkowe odcinki)
- Jan Aleksandrowicz-Krasko –
  - Ken Koala,
  - B1N
- Piotr Kozłowski – Pan Biszkopcik (późniejsze odcinki)
- Brygida Turowska – Panna Gęgalska (późniejsze odcinki)
- Agnieszka Kudelska – Kalista Kum
- Roman Szafrański – Lektor 'tyłówki' (większość odcinków)